# Atropatène
« Azerbaïdjan antique » redirige ici. Pour le royaume caucasien antique sur le territoire duquel se trouve l'actuelle République d'Azerbaïdjan, voir Albanie du Caucase.
323 av. J.-C. – 226
Entités précédentes :
- Royaume de Macédoine

Entités suivantes :
- Sassanides

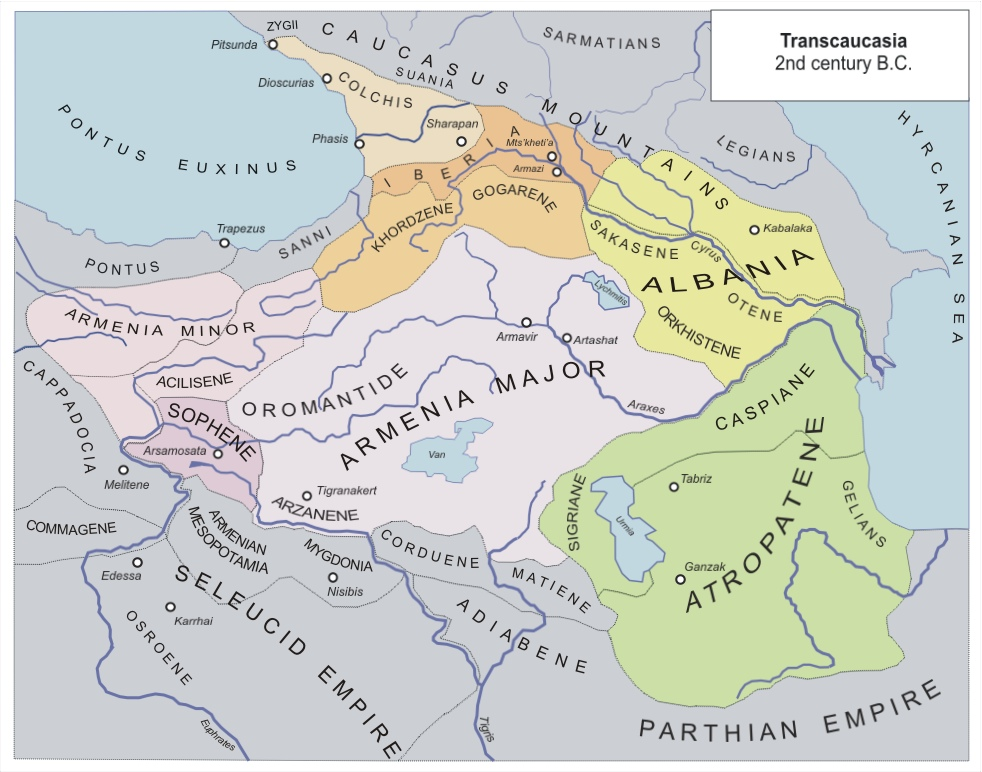
L'Atropatène au IIe siècle

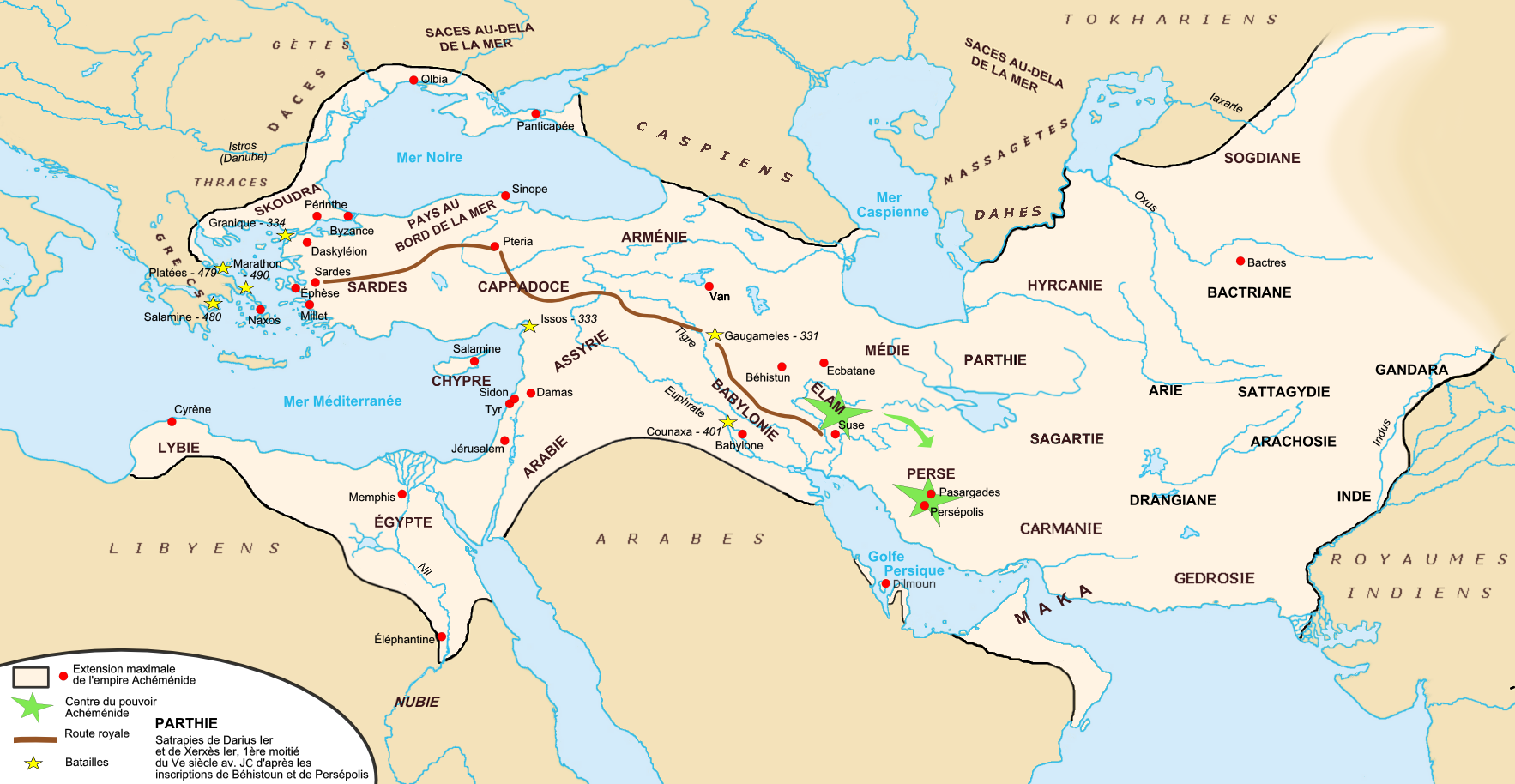
L'Empire achéménide

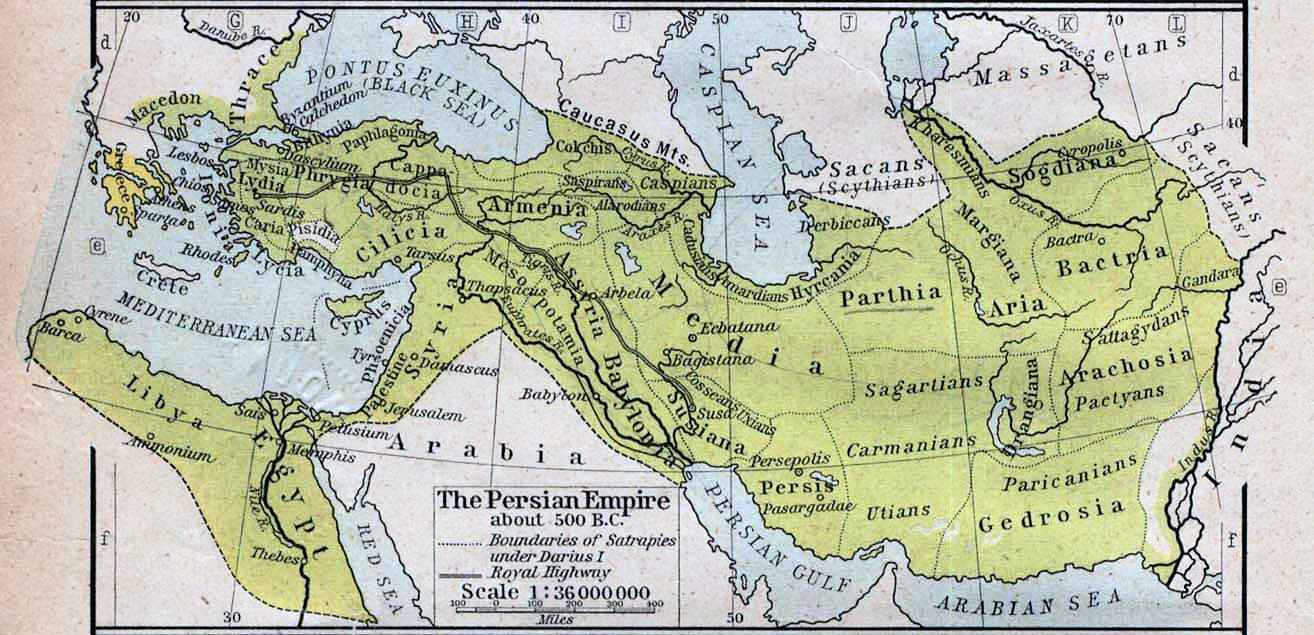
L'Empire perse vers 500 av. J.-C. : satrapies principales

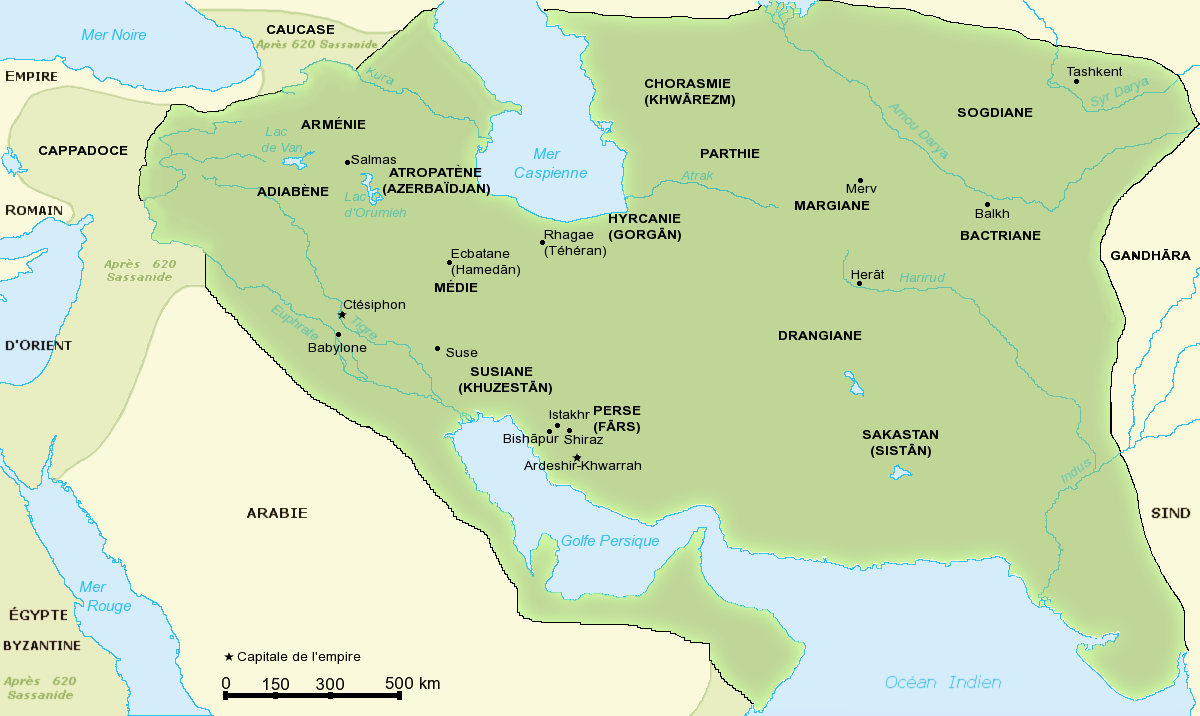
L'Empire des Sassanides (224-651) à son apogée.

L'Atropatène (en vieux perse : Ātṛpātakāna ; en grec ancien : Ἀτροπατηνή) forma de 323 av. J.-C. à 226 ap. J.-C. le nord de la satrapie de Médie de l'ancien Empire perse, correspondant à l'actuelle région d'Azerbaïdjan en Iran (l'Azerbaïdjan originel), dont le nom descend du vieux perse Ātṛpātakāna.
La région reçut son nom d'Atropatès (en vieux perse : *Ātṛpāta), dynaste achéménide rallié à Alexandre le Grand, qui s'y rendit indépendant, Peithon recouvrant le reste de la satrapie de Médie.
L'Atropatène eut pour ville principale Gazaka (aujourd'hui Ganzak).

## Liste des dynastes de Médie-Atropatène
- 328-280 : Atropatès
- vers 275 : Artabazus
- vers 223/217 av. J.-C. : Artabazane d'Atropatène
- 144-122 : Vologases Ier (Bagasha)
- 122-111 : Arsaces Ier
- 111-97 : Artaxerxes
- 97-88c : Artaban Ier (Artabàs)
- 88-66 : Mithridate Ier d'Atropatène (en), qui épousa une fille de Tigrane II d'Arménie vers 67 av. J.-C. ;
- 66-65 : Darius Ier d'Atropatène (en)
- 65-56 : Ariobarzane Ier ;
- 55-31c : Artavazde Ier, également roi de Sophène ;
- 20-4 : Ariobarzane II, également roi d'Arménie ;
- 4-6 : Artavazde Ariobarzane III, également roi d'Arménie ;

## Sources
Cet article comprend des extraits du Dictionnaire Bouillet. Il est possible de supprimer cette indication, si le texte reflète le savoir actuel sur ce thème, si les sources sont citées, s'il satisfait aux exigences linguistiques actuelles et s'il ne contient pas de propos qui vont à l'encontre des règles de neutralité de Wikipédia.
- Cyrille Toumanoff, Les dynasties de la Caucasie chrétienne de l'Antiquité jusqu'au XIXe siècle : Tables généalogiques et chronologiques, Rome, 1990, p. 95-97
- Christian Settipani, Nos ancêtres de l'Antiquité : étude des possibilités de liens généalogiques entre les familles de l'Antiquité et celles du haut Moyen-Âge européen, Paris, Christian, 1991, 263 p. (ISBN 2864960508), p. 84-94